# Teragra conspersa
Teragra conspersa is een vlinder uit de familie van de Metarbelidae. De wetenschappelijke naam van de soort is voor het eerst gepubliceerd in 1855 door Francis Walker.
De soort komt voor in Mozambique en Zuid-Afrika (Mpumalanga, KwaZoeloe-Natal).